# Camille Little
Marissa Camille Little (ur. 18 stycznia 1985 w Winston-Salem) – amerykańska koszykarka występująca na pozycji silnej skrzydłowej, obecnie zawodniczka Phoenix Mercury.
Jej ojciec grał w koszykówkę w barwach Harlem Globetrotters.

## Osiągnięcia

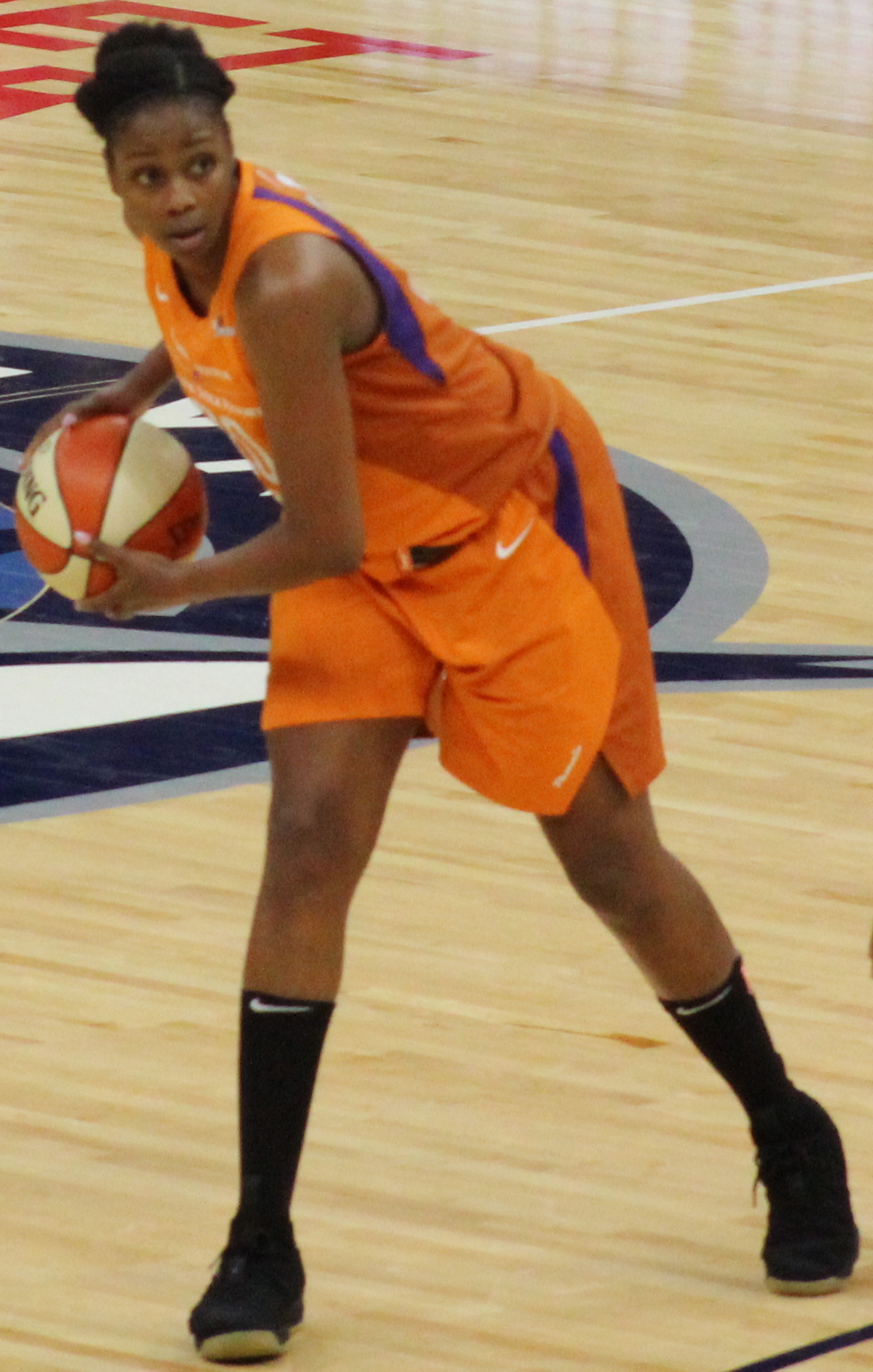
Little w 2018.

Stan na 27 marca 2019, na podstawie, o ile nie zaznaczono inaczej.

### NCAA
- Uczestniczka rozgrywek:
  - NCAA Final Four (2006, 2007)
  - Elite 8 turnieju NCAA (2005–2007)
  - turnieju NCAA (2004–2007)
- Mistrzyni:
  - turnieju konferencji konferencji Atlantic Coast (ACC – 2005–2007)
  - sezonu regularnego ACC (2005, 2006)
- Debiutantka roku ACC (2004)
- Zaliczona do:
  - I składu:
    - defensywnego ACC (2007)
    - najlepszych pierwszorocznych zawodniczek ACC (2004)
    - turnieju ACC (2004–2006)

  - II składu ACC (2007)
  - III składu ACC (2005, 2006)
  - honorable mention All-American (2006)

### WNBA
- Mistrzyni NBA (2010)
- Zaliczona do I składu debiutantek WNBA (2007)

### Inne drużynowe
- Mistrzyni Izraela (2008, 2010, 2015)
- Brąz ligi tureckiej (2014)
- Zdobywczyni pucharu:
  - Izraela (2008)
  - Włoch (2016)
- Finalistka superpucharu Włoch (2015)

### Inne indywidualne
(* – nagrody przyznane przez portal eurobasket.com)
- Zaliczona do składu honorable mention ligi izraelskiej (2011)*[3]